# Palermo, Buenos Aires
Palermo är en barrio eller stadsdel i Buenos Aires. Argentina. Den ligger i norra delen av staden, nära Río de la Plata.
Palermo är kanske mest känd som världens polohuvudstad. Varje år, i november, är stadsdelen värd för Argentine Polo Open, allmänt känd som Palermo Open.
Området växte snabbt under den sista tredjedelen av 1800-talet, då tillkom Buenos Aires zoologiska trädgård, Parque Tres de Febrero, Plaza Italia och Palermo-racerbanan.
Under 1900-talet utvecklades Buenos Aires botaniska trädgård, Jorge Newbery Airport, flera sportklubbar, Galileo Galilei planetarium och Buenos Aires japanska trädgård.
Här finns även konstmuseet MALBA och Nationalmuseet för dekorativ konst. Palermo Soho är ett litet område runt Plaza Serrano med mode, design, restauranger, barer och gatukultur och är särskilt populärt bland unga argentinare och utländska turister.

## Galleri

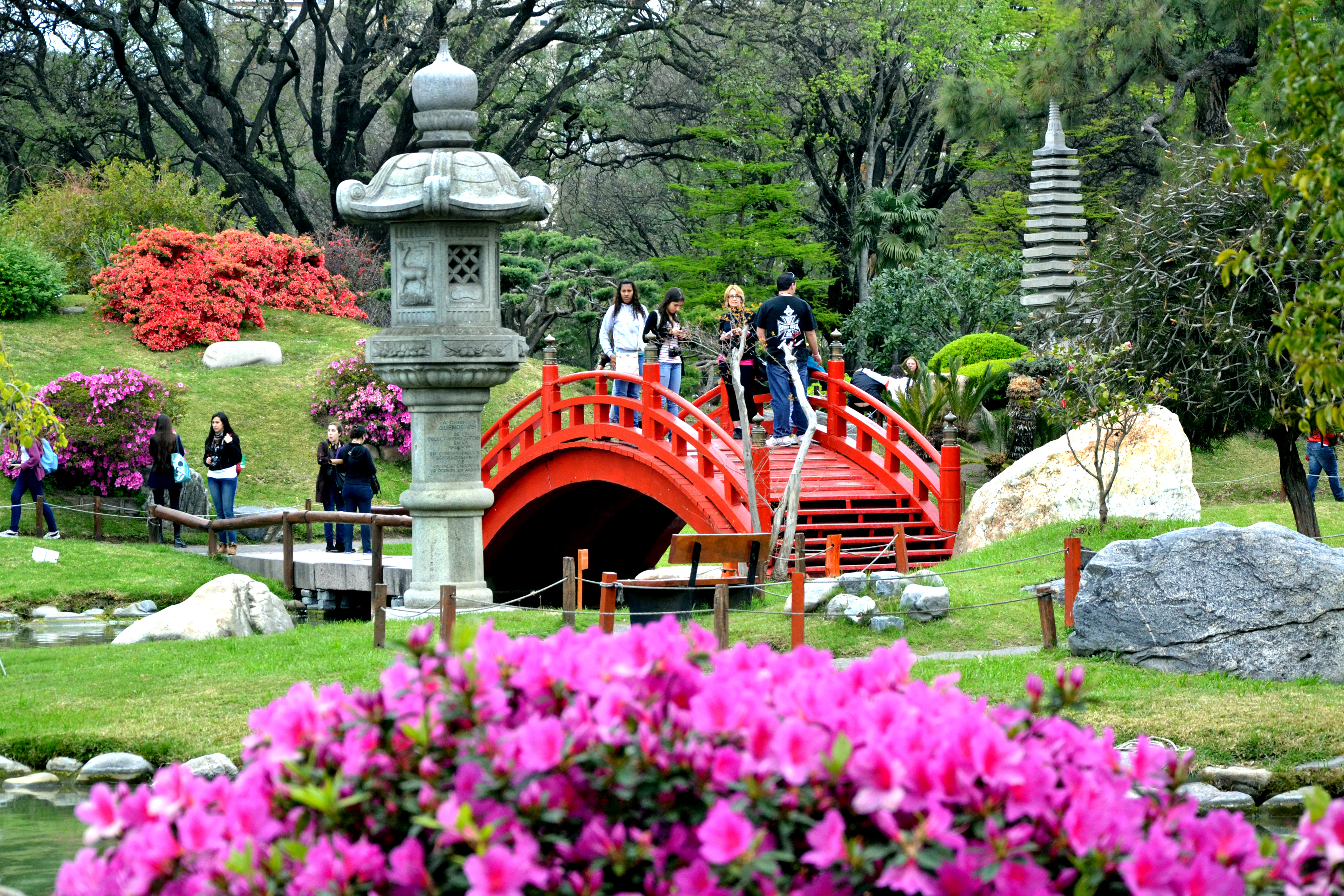
Buenos Aires japanska trädgård
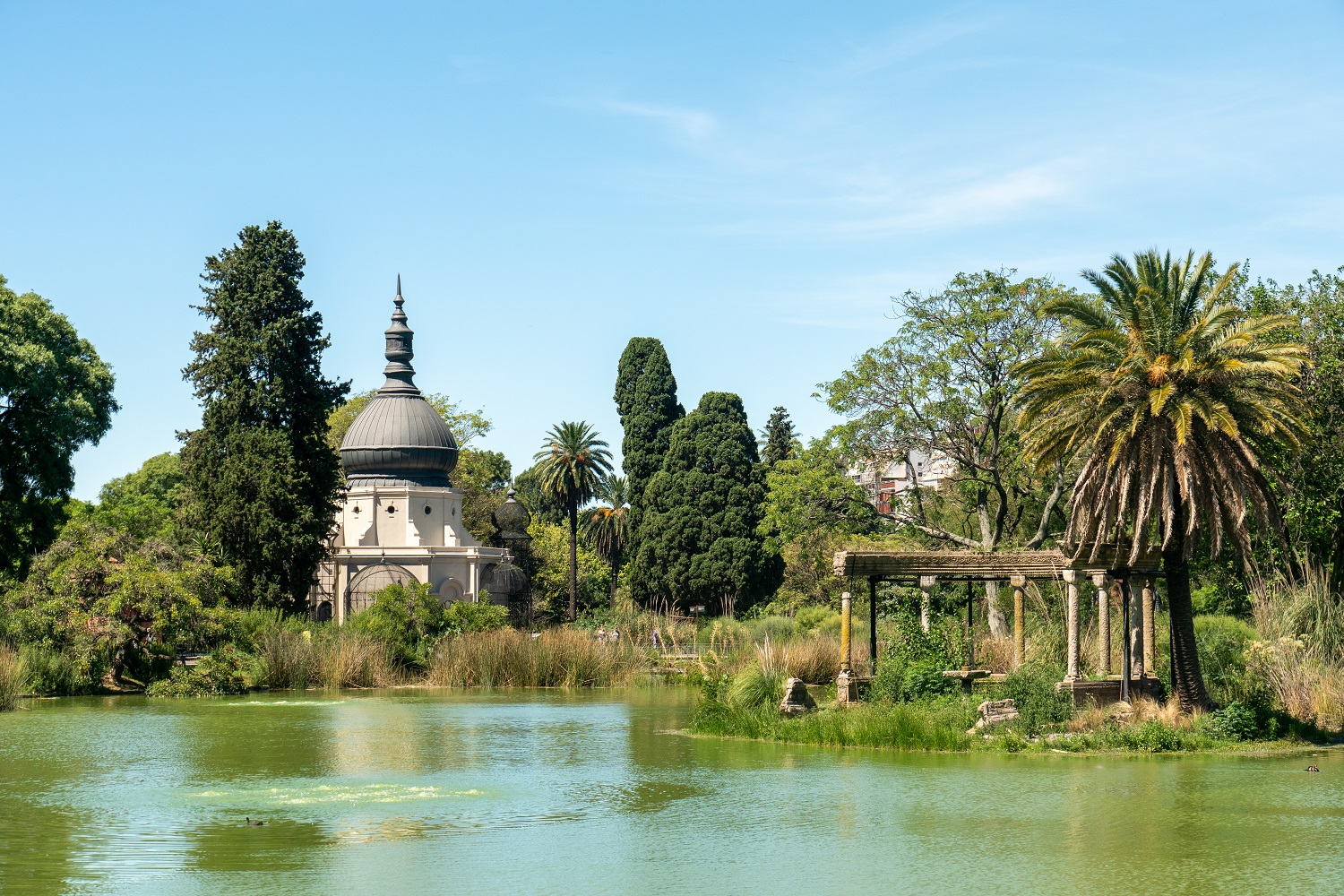
Buenos Aires Eco Park, ett fd zoo
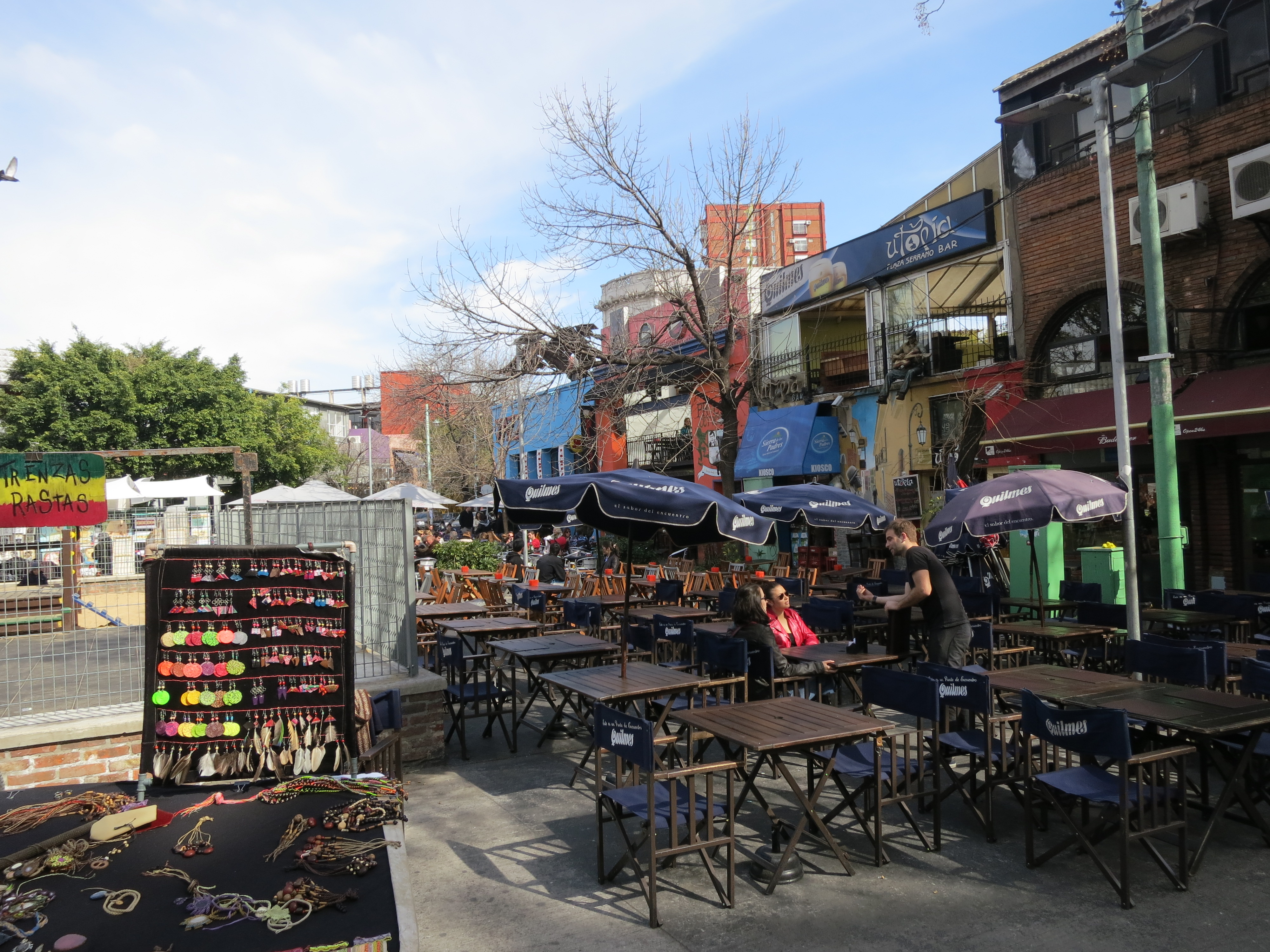
Plaza Serrano bardistrikt

## Källa
- Engelska Wikipedia